# Тейлор (округ, Флорида)
Те́йлор (англ. Taylor county) — округ штата Флорида Соединённых Штатов Америки. На 2000 год в нем проживало 19 256 человек. По оценке бюро переписи населения США в 2008 году население округа составляло 21 546 человек. Окружным центром является город Перри.

## История
Округ Тейлор был сформирован в 1858 году. Он был назван в честь Закари Тейлора, двенадцатого президента США.

## География
Округ Тейлор граничит с округнами Джефферсон (на северо-западе), Мадисон (на севере), Лафейетт (на востоке) и Дикси (на юго-востоке). Граница между округами Тейлор и Джефферсон проходит по реке Осилла.